# 井上剛
井上剛（日语：／ Inoue Gō，1978年4月19日—）是日本男性聲優，身高170公分、體重58公斤。所屬事務所為Sigma Seven（シグマ・セブン，Σ7）。

## 演出作品

### 電視動畫
2005年
- CLUSTER EDGE（卡魯斯德尼·萊尼埃魯）
- 火影忍者（邪光 #196）

2006年
- 零之使魔（マニカン）
- 結界師（翡葉京一）

2007年
- 結界師（翡葉京一）

2008年
- 乃木坂春香的秘密（カメコA）
- 伯爵與妖精（手下A）
- 深淵傳奇（フリングス）
- 楚楚可憐超能少女組（隊員）

2009年
- 犬夜叉完結篇（樵）
- 聖劍鍛造師（騎士）
- 簡單易懂的現代魔法（公司職員）

2010年
- 侵略！花枝娘（客人）
- 薄樱鬼 ～新选组奇谭～（土佐藩武士）
- 元氣媽媽（北川君）
- 江戶盜賊團五葉（龍）
- 最後大魔王（男生）

2011年
- BLEACH（隊員、隊士）
- TIGER & BUNNY（空天／基斯·古德曼）
- 47都道府犬（佐賀犬）
- 白兔糖（川村）
- 少年同盟（男同學1、男同學）
- 便·當（部員B）

2012年
- Another（王子誠）
- 黑子的籃球（土田聰史、水戶部凛之助〈嘆息時〉）
- Fate/Zero（仰木）

2013年
- 問題兒童都來自異世界？（盧奧斯）
- 約會大作戰（川越恭次）
- 我的妹妹哪有這麼可愛。（三浦絃之介）
- 革神語（九競）
- 黑子的籃球 第二季（土田聰史、水戶部凛之助〈嘆息時〉）

2014年
- 鬼燈的冷徹（小野篁）
- 魔劍姬！通（小林英）
- 魔法科高中的劣等生（男子風紀委員）
- 約會大作戰II（川越恭次）
- 巴哈姆特之怒 GENESIS（凱撒·利德法爾德）

2015年
- 新妹魔王的契約者（早瀨高志）
- 黑子的籃球 第三季（土田聰史、水戶部凛之助(嘆息時)、白金永治）
- 義呆利 Axis Powers（西班牙）

2016年
- 名侦探柯南（登川春臣 #806-807）
- D.Gray-man HALLOW（科穆伊·李）

2017年
- CHAOS;CHILD（渡部友昭）
- 巴哈姆特之怒 VIRGIN SOUL（凱撒·利德法爾德[4]）
- 我的英雄學院 第2期（污點）
- 結城友奈是勇者 -鷲尾須美之章-
- 鬼燈的冷徹 第貳期（小野篁）
- 犬屋敷（演說的男子）

2018年
- 我的英雄學院 第3期（污點）
- 罪人與龍共舞（傑農）
- 名侦探柯南（河西治彦）
- 付喪神出租中（勝三郎）
- 佐賀偶像是傳奇（社員、拍立得會的工作人員）

2019年
- 約會大作戰III（川越恭次）
- 多羅羅（男）
- 獵獸神兵（阿比／許德拉）

2020年
- 高校之神（羅基東）
- 龍族拼圖（豪）
- 體操武士（湯姆）

2021年
- 新幹線戰士Z（安城信濃）
- 佐賀偶像是傳奇 Revenge（MC、廣播聲音）

2022年
- 約會大作戰V（川越恭次）
- 我的英雄學院 第6期（汙點）

2023年
- 境界服務（丹尼）
- 咒術迴戰 懷玉·玉折 / 澀谷事變（禰木利久）

2024年
- 戰隊大失格（藍色守望者[5]）
- 約會大作戰V（川越恭次）
- 我的英雄學院 第7期（汙點）

2025年
- 戰隊大失格 2nd season（藍色守望者[6]）
- 正義使者 -我的英雄學院之非法英雄-（司坦達爾）
- 真·侍傳 YAIBA（佐佐木小次郎[7]）

### 劇場版動畫
- Turn-A鋼彈
- 東之伊甸（弘瀨悠大）

### 網路動畫
- 義呆利 Axis Powers（西班牙（安東尼奧·費爾南德斯·卡里埃多）、中国的上司、保加利亞）

## 來源
1. ↑  . 佐賀新聞 (佐賀新聞社). 2014-02-25: 14.
2. ↑  . 佐賀新聞 (佐賀新聞社). 2022-01-01: 18.
3. ↑  『日本音声製作者名鑑2007』、21頁、小学館、2007年、ISBN 978-4095263021
4. ↑  . animate Times. 2016-12-29  [2016-12-30]. （原始内容存档于2016-12-30） （日语）.
5. ↑  . Comic Natalie. 2023-11-14  [2023-11-14]. （原始内容存档于2023-11-16） （日语）.
6. ↑  . Comic Natalie. 2025-01-26  [2025-01-26]. （原始内容存档于2025-01-29） （日语）.
7. ↑  . Comic Natalie. 2025-02-08  [2025-02-08]. （原始内容存档于2025-02-16） （日语）.

## 外部連結
- （日語） シグマ・セブンによる公式プロフィール（页面存档备份，存于）
- 井上剛的X（前Twitter）